# 郭晓华
郭晓华（1952年8月—），男，汉族，山东莘县人，中华人民共和国政治人物，曾任黑龙江省人民政府秘书长、党组成员，省直机关工委副书记，黑龙江省政协副主席、党组成员。